# Raskatt
Raskatt är en katt som är stambokförd och har en stamtavla. Detta innebär i allmänhet att kattens föräldrar båda tillhör samma ras och att även de har en stamtavla. Dessa stamtavlor måste vara registrerade hos ett kattförbund, till exempel FIFe, som i Sverige representeras av Kattförbundet SVERAK. I Sverige registreras raskatter också inom WCF-föreningarna i Norden.
En katt som saknar stamtavla kallas för huskatt oavsett hur den ser ut eller vilken bakgrund den har.
Av stamtavlan framgår vilka kattens förfäder är ett visst antal generationer tillbaka, samt vilken ras, färg och teckning katten och dess förfäder har. Stamtavlan underlättar planeringen av aveln genom att man kan se vilka anlag katten kan ha, undvika inavel samt spåra eventuella ärftliga sjukdomar till tidigare generationer. Inom kattklubbarna godkänns endast avel med katter som har en godkänd stamtavla.
Olika kattraser förknippas med olika utseenden och olika temperament. En del raser, såsom abessinier, siames, Ocicat och bengal anses vara aktiva och livliga, medan andra, såsom perser, exotic och brittiskt korthår, är lugnare i temperamentet.

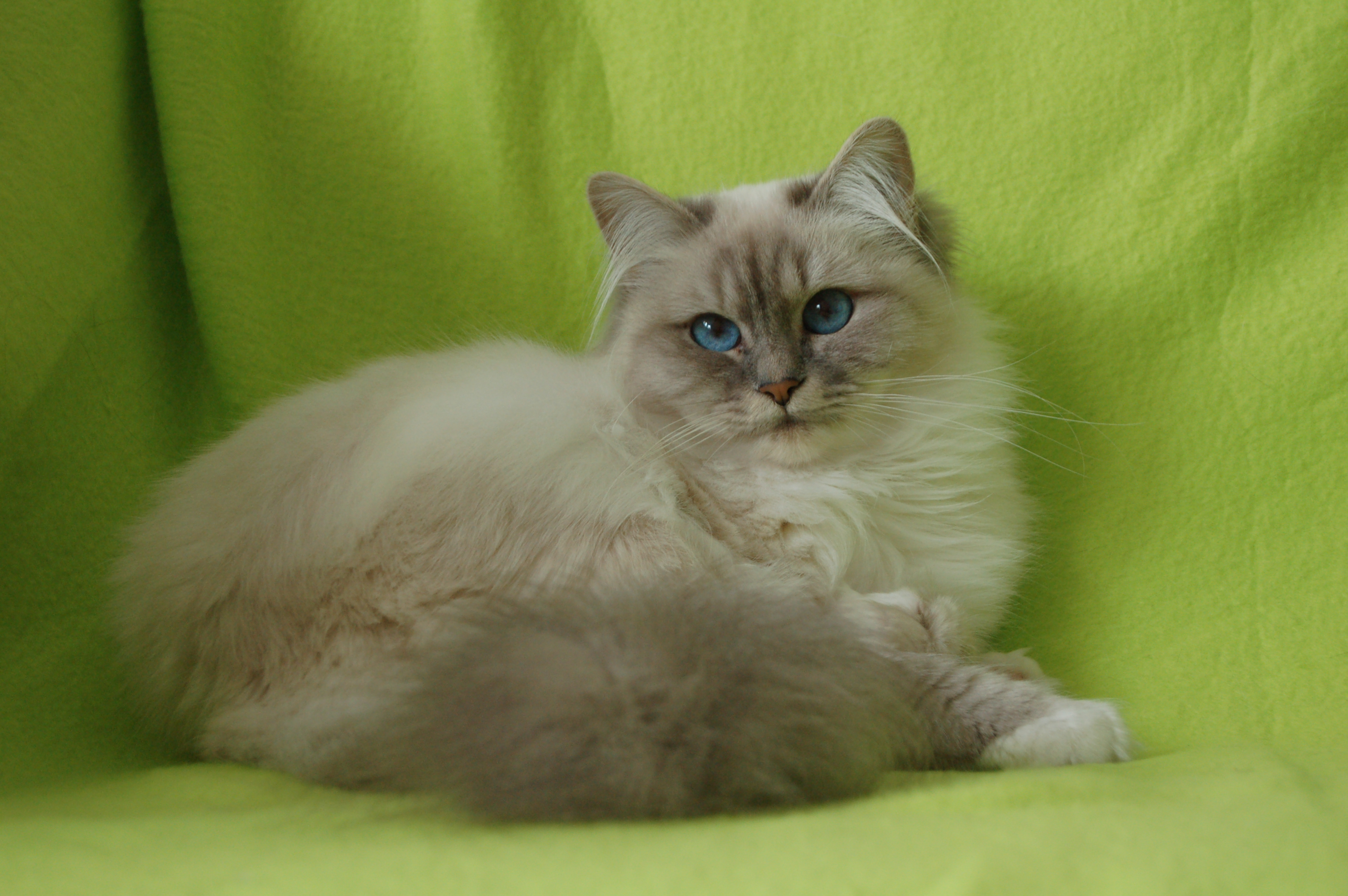
Helig birma
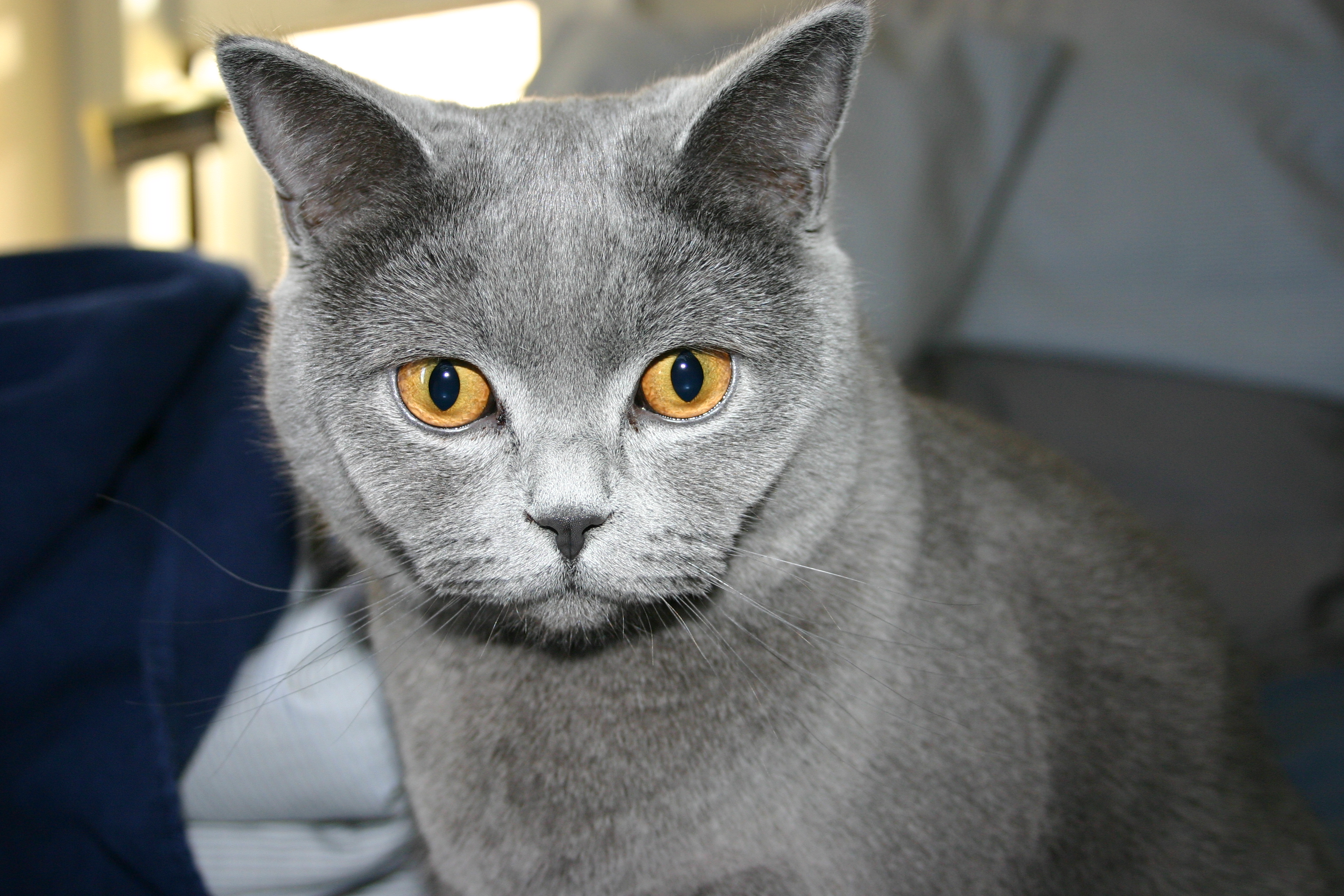
Brittiskt korthår
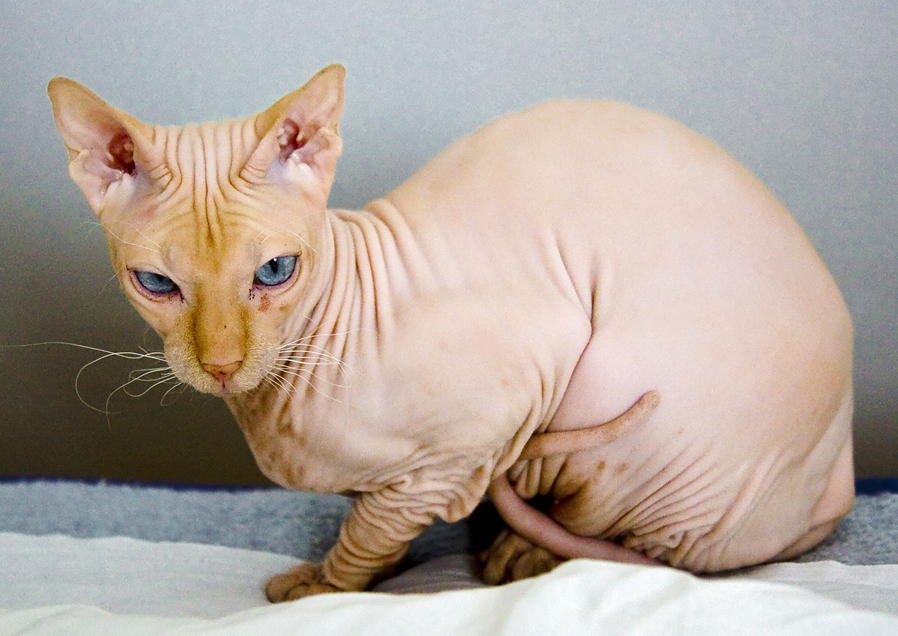
Sphynx
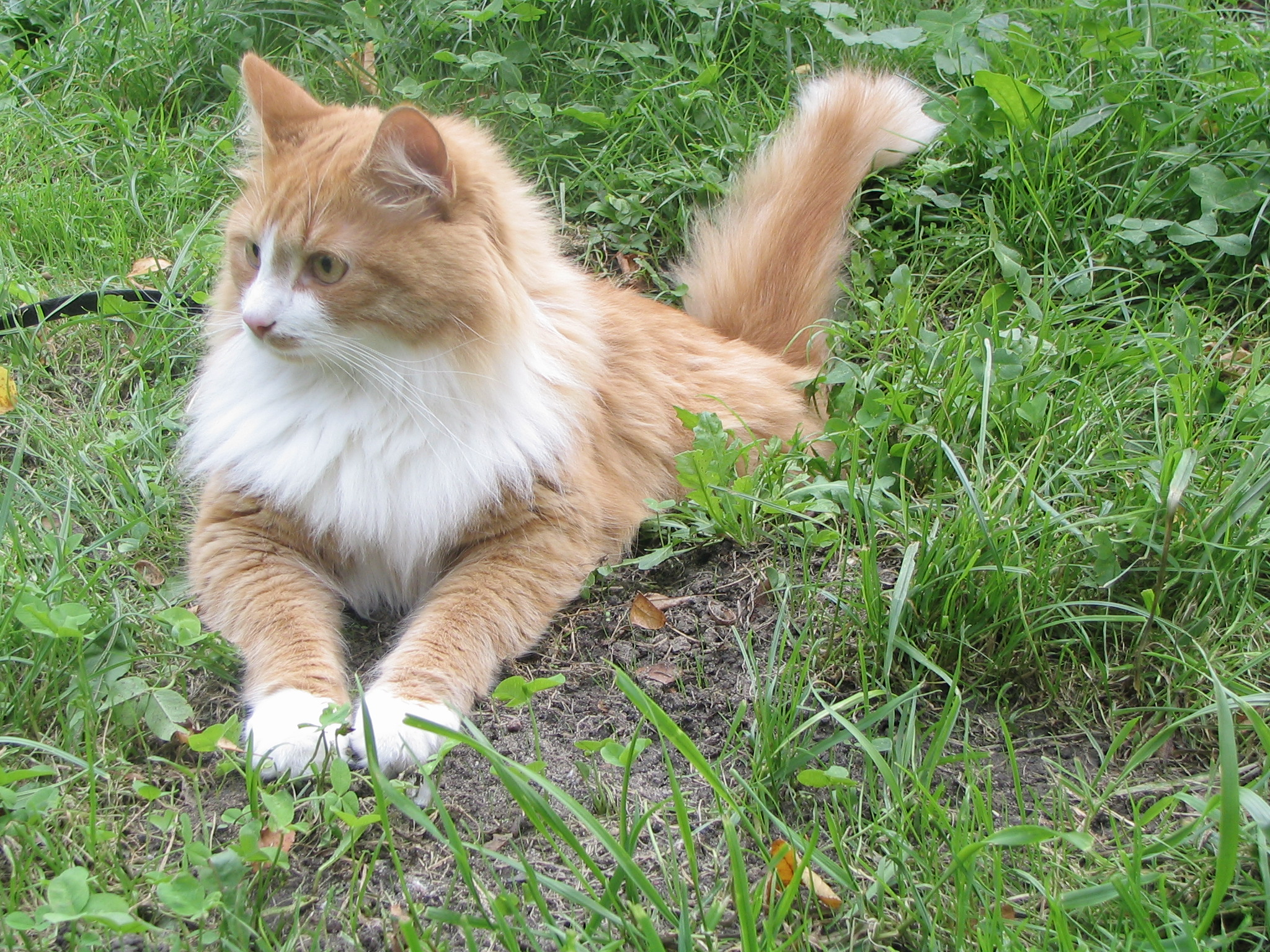
Sibirisk katt